# Psilorhamphus guttatus
Psilorhamphus guttatus là một loài chim trong họ Rhinocryptidae.